# Могила Неизвестного солдата (Филадельфия)
Могила Неизвестного солдата войны за независимость США или Могила Неизвестного солдата американской революции (англ. Tomb of the Unknown Revolutionary War Soldier) — мемориальный комплекс расположенный в сквере Вашингтона, Филадельфии, штат Пенсильвания, США. Сооружён в память о тысячах воинов, погибших во время американской войны за независимость, многие из которых были похоронены в массовых захоронениях по стране, в том числе, на месте этого сквера. Могила Неизвестного солдата и сквер Вашингтона являются частью Национального исторического парка Независимости.
Мемориал открыт в 1957 году. Построен по проекту архитектора Г. Эдвина Брумбо и включает в себя вечный огонь и бронзовую статую Джорджа Вашингтона, созданную его современником, французским скульптором Жана-Антуана Гудона, и помещённую в центре памятника.
Ранее до конца 1700-х годов это место служило кладбищем. Здесь в братских могилах были похоронены более 2000 солдат-революционеров и военнопленных. В могиле захоронены останки неизвестных солдат, выявленных при проведении археологических раскопок в сквере Вашингтона (причём, экспертиза не установила, кому принадлежат останки — революционным солдатам или британцам). Количество погибших в этом месте — неизвестно. Останки до сих пор находят во время строительных и ремонтных работ.
На мраморной белой стене, позади статуи Джорджа Вашингтона можно прочитать его слова: «Свобода — это свет, за который многие люди умерли во тьме»
«Независимость и свобода, которой вы обладаете, является результатом объединенных усилий руководства страны и народа, их общих страданий, опасностей и успехов».
Мемориальная доска на могиле гласит:
«Под этим камнем лежит солдат армии Вашингтона, который умер, чтобы дать вам свободу».
Перед памятником горит вечный огонь.